# Ленинское (Ленинский район)
Ле́нинское (до 1921 года Петро́вское; укр. Ленінське, крымскотат. Petrovskoye, Петровское) — село в Ленинском районе (Автономной) Республики Крым, центр Ленинского сельского поселения (Ленинского сельсовета).

## Население
| 2001 | 2014  |
| ---- | ----- |
| 1974 | ↘1671 |

Всеукраинская перепись 2001 года показала следующее распределение по носителям языка
| Язык             | Процент |
| ---------------- | ------- |
| русский          | 78,01   |
| крымскотатарский | 13,98   |
| украинский       | 6,79    |
| белорусский      | 0,20    |
| армянский        | 0,10    |
| молдавский       | 0,05    |
| гагаузский       | 0,05    |

### Динамика численности
| - 1864 год — 35 чел. - 1886 год — 125 чел. - 1889 год — 333 чел. - 1892 год — 173 чел. - 1902 год — 445 чел. - 1915 год — 130/390 чел. - 1921 год — 824 чел. | - 1926 год — 790 чел. - 1939 год — 1074 чел. - 1974 год — 1960 чел. - 1989 год — 1976 чел. - 2001 год — 1974 чел. - 2009 год — 1837 чел. - 2014 год — 1671 чел. |

## Современное состояние
На 2017 год в Ленинском числится 37 улиц и 1 переулок; на 2009 год, по данным сельсовета, село занимало площадь 183 гектара на которой, в 664 дворах, проживало 1837 человек. В селе действуют средняя общеобразовательная школа и детский сад «Алёнка», сельский Дом культуры, библиотека, отделение Почты России, амбулатория общей практики семейной медицины, храм Покрова Божией Матери

## География
Ленинское расположено примерно в 16 километрах (по шоссе) на юго-восток от районного центра Ленино, ближайшая железнодорожная станция — Останино (на линии Владиславовка — Керчь) — около 10 километров. Севернее села расположена магистраль Е 97 М-17 Херсон — Керчь, южнее — Юзмакское водохранилище, высота центра села над уровнем моря 38 м.

## История
Село было основано в Хутор Дорт-Куль, на месте современного Ленинского, рядом с опустевшей татарской деревней Аргин, был основан не позднее середины 1830-х годов и на 1836 год принадлежал Егору и Екатерине Петренко, наследникам умершего губернского регистратора (указанное в «Истории Городов и Сёл Украинской ССР» начало 1840-х годов признаётся ошибочным). На карте хутор Дорт-Куль, без указания числа дворов, впервые встречается в 1836 году.
Указом от 8 ноября 1847 года император Николай Павлович пожаловал имение при хуторе Дорт-Куль вышедшему в отставку генерал-лейтенанту Петру Антоновичу Ладинскому. Пётр Антонович переселял сюда отставных солдат и собственных крепостных из Полтавской и Харьковской губерний. Вскоре в селении построили двухэтажный господский дом. В 1852 году в своём имении Ладинским была заложена каменная церковь с колокольней и 8 сентября 1853 год освящена архиепископом Херсонским и Таврическим Иннокентием во имя Рождества Богородицы. Одновременно был построеня дом для причта. В этой церкви, в специально устроенной под алтарём усыпальнице — каменном склепе с кирпичным сводом, после кончины 26 ноября 1865 года Пётр Антонович и был похоронен. Ладинский завещал храму 120 десятин земли и в некие «кредитные установления» два вклада по 1000 рублей, на ежегодные проценты с этих которых использовались на «вечное поминовение» и ремонт храма. Церковь была закрыта в 1932 году и разрушена в 1959 году. Всё движимое и недвижимое имущество Ладинского, согласно завещанию, было передано, распродано, или просто роздано.

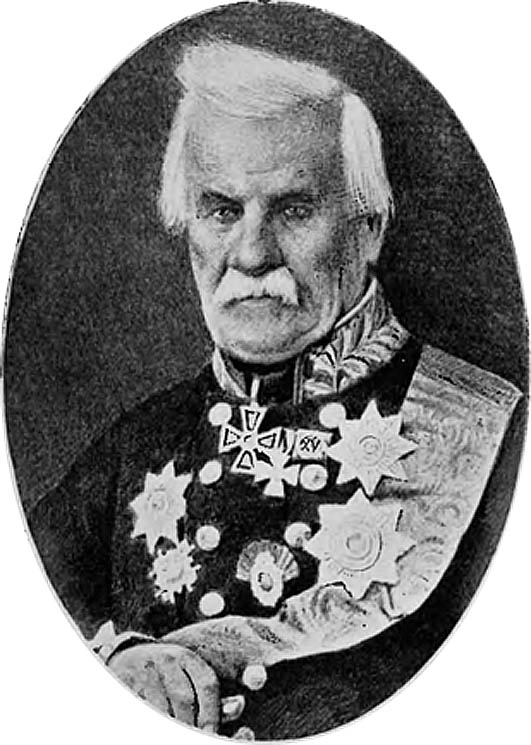
Ладинский, Пётр Антонович

В 1860-х годах, после земской реформы Александра II, деревню приписали к Петровской волости. В «Списке населённых мест Таврической губернии по сведениям 1864 года», составленному по результатам VIII ревизии 1864 года, селение записано, как владельческое русское село Покровское (оно же Аргин, Дорт-Куль), с 10 дворами, 35 жителями, становым квартальным и православной церковью при колодцах. На трёхверстовой карте Шуберта 1865—1876 года уже в Петровке обозначены те же 10 дворов. На 1880 год в селении действовала каменоломня Зяблова, на которой добывалось 4500 штук пиленого камня и 10 кубических саженей бутового камня. На 1886 год в селе Петровское (также Ладинское, по имению ветерана Закавказских войн, генерал-лейтенанта П. А. Ладинского, Дарт-Куль), согласно справочнику «Волости и важнѣйшія селенія Европейской Россіи», проживало 125 человек в 13 домохозяйствах, находилось волостное правление, действовала православная Рождество-Богородицкая церковь, построенная П. А. Ладинским, больница, школа, 2 лавки, 8 сентября проводилась ярмарка. По «Памятной книге Таврической губернии 1889 года», по результатам Х ревизии 1887 года, в селе Петровск числилось 62 двора и 333 жителя. По «…Памятной книжке Таврической губернии на 1892 год» в Петровске, входившем в Ново-Николаевское сельское общество, числилось 73 жителя в 12 домохозяйствах, а в безземельном Петровске, не входившем в сельское общество — 100 жителей, домохозяйств не имеющих. По «…Памятной книжке Таврической губернии на 1902 год» в селе Петровское, входившем в Ново-Николаевское сельское общество, числилось 445 жителей в 62 домохозяйствах На 1902 год в селе работал фельдшер. На 1914 год в селении действовало земское училище. По Статистическому справочнику Таврической губернии. Ч.II-я. Статистический очерк, выпуск пятый Феодосийский уезд, 1915 год, в селе Петровск, центре Петровской волости Феодосийского уезда, числилось 86 дворов (40 дворов с землёй, 46 — безземельные) с русским населением в количестве 130 человек приписных жителей и 390 «посторонних», из которых 273 мужчины и 245 женщин. Жители владели 1900 десятинами удобной земли. В хозяйствах имелось 240 лошадей, 200 волов, 120 коров и 2000 голов овец, свиней, или коз.

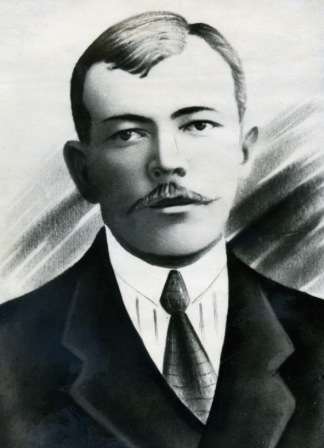
Командир партизанского отряда Степан Ануфриевич Кацелов.

Во время Гражданской войны, в середине марта 1919 года, в Петровских каменоломнях был создан партизанский отряд, в большинстве из жителей Петровского. Командиром стал Степан Ануфриевич Кацелов, работавший в Петровском машинистом паровой молотилки. В начале апреля 1919 года отряд провёл несколько операций (боёв) на улицах села. В память о той борьбе на окраине Ленинского установлен памятный знак односельчанам-партизанам Гражданской войны. Погибший в катакомбах Степан Ануфриевич Кацелов похоронен на сельском кладбище — оба памятника признаны объектами культурно-исторического наследия. Также в память партизанского отряда Петровских каменоломен на сельском доме культуры установлена мемориальная доска.

При Советской власти, по постановлению Крымревкома от 8 января 1921 года была упразднена волостная система и село определили центром Петровского района Керченского уезда. В 1921 году члены существовавших на то время сельхозартели «Факел бедноты» и товарищества «Первое Ленинское» на митинге решили ходатайствовать о переименовании села Петровское в Ленинск. 22 июня 1921 года эта просьба была удовлетворена и Петровский район Керченского уезда стал Ленинским с центром в селе Ленинс, в память о чём на доме культуры установлена мемориальная доска.
 Позже крестьянские товарищества объединились в сельскохозяйственную артель имени Ленина под руководством М. П. Шалыгина. (На карте Крымского статистического управления 1922 года село ещё подписано, как Петровское). В 1921 году в селе проживало 824 человека. В 1922 году уезды получили название округов. 11 октября 1923 года, согласно постановлению ВЦИК, в административное деление Крымской АССР были внесены изменения, в результате которых округа были отменены, Петровский район упразднили, влив в Керченский район. Согласно Списку населённых пунктов Крымской АССР по Всесоюзной переписи 17 декабря 1926 года, в селе Ленинское (оно же Петровское), центре Ленинского сельсовета (в коем статусе село пребывает всю дальнейшую историю) Керченского района, числился 191 дворов, из них 135 крестьянских, население составляло 790 человек (370 мужчин и 420 женщин). В национальном отношении учтено 704 русских, 57 украинцев, 12 греков, 2 еврея, 6 татар, 9 записаны в графе «прочие», действовала русская школа. Постановлением ВЦИК «О реорганизации сети районов Крымской АССР» от 30 октября 1930 года (по другим сведениям 15 сентября 1931 года) Керченский район упразднили и село вновь центр Ленинского. 25 июля 1931 года Президиум ЦИК Крымской АССР принял решение перенести центр района в посёлок при станции Семь Колодезей. По данным всесоюзной переписи населения 1939 года в селе проживало 1074 человека. На подробной карте РККА Керченского полуострова 1941 года в Ленинском обозначен 141 двор. Нынешнее название село носит с 1945 года.
В годы Великой Отечественной войны 2 ноября 1941 года фашисты заняли Ленинское и устроили в селе концлагерь, где умертвили более 200 человек из Ленинского и соседних селений. При Керченско-Феодосийской десантной операции зимой 1941 и весной1942 года в освобождённом селе разместился штаб десантных войск. Красная Армия оставила село в мае 1942 года и началась вторая оккупация, которая продлилась 23 месяца. При освобождении Крыма, 11 апреля 1944 года вели бои за село воины Приморской армии. 5 погибших бойцов были похоронены в братской могиле. Там же похоронены четверо воинов, павших в 1941—1942 годах при проведении Керченско-Феодосийской десантной операции. В 1954 году на могиле был установлен памятник. В центре села в 1980 году установлен памятный знак в честь воинов — односельчан, погибших в годы Великой Отечественной войны. Постановлением Совета министров Республики Крым № 627 от 20 декабря 2016 года два этих монумента, как и остальные, отнесены к категории объектов культурно-исторического наследия России.

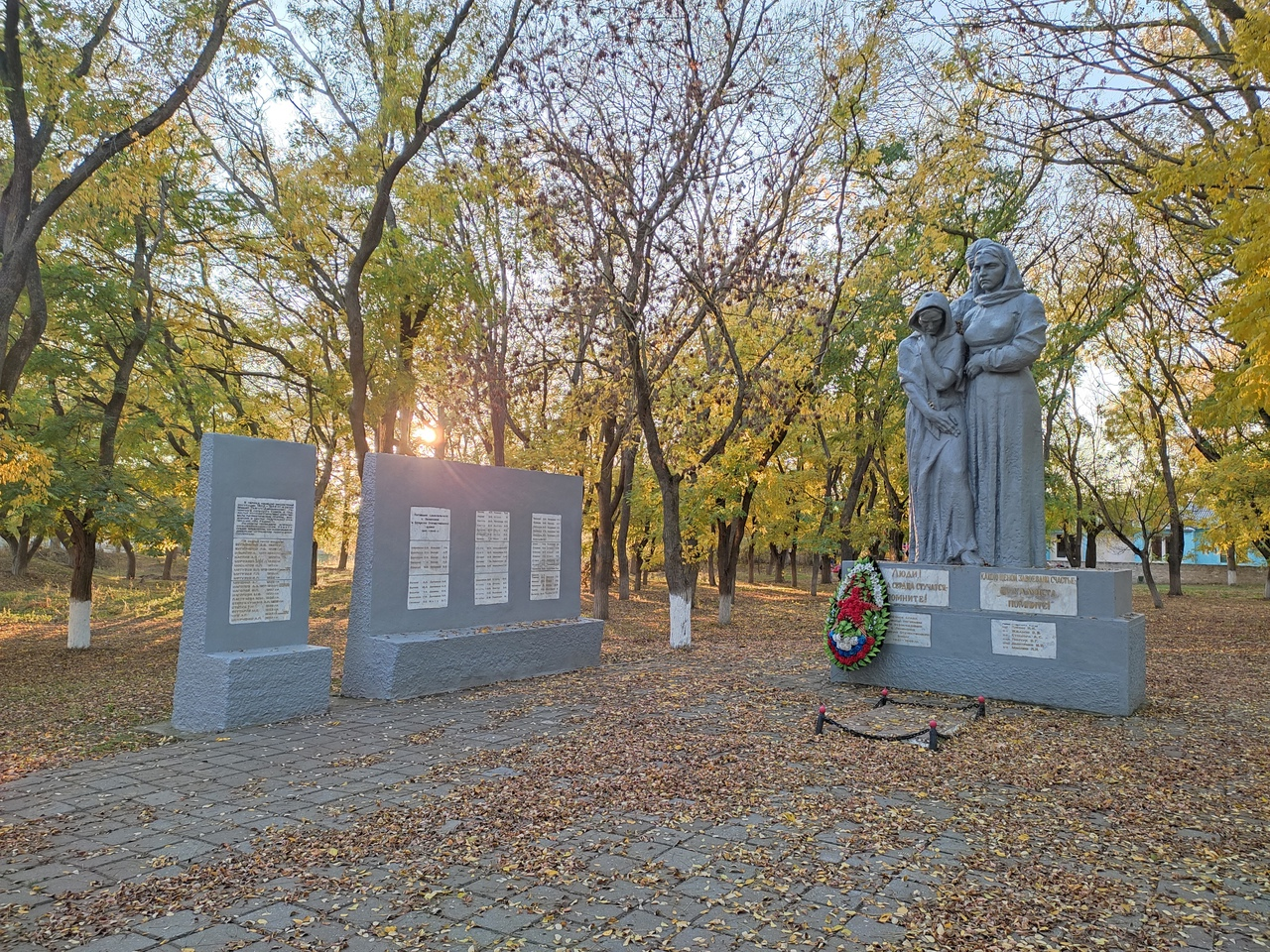
Братская могила.
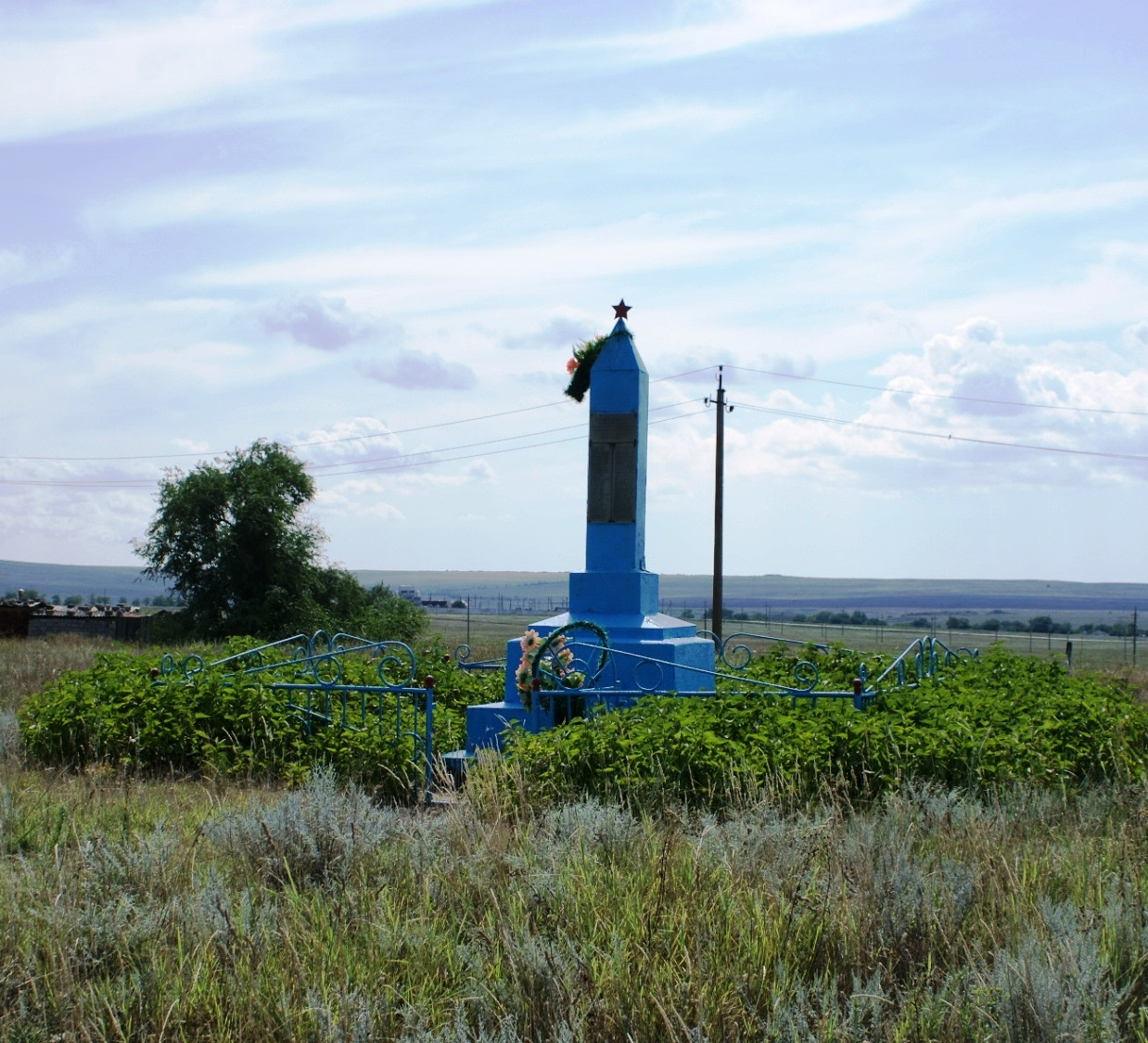
Памятный знак в честь воинов-односельчан

В 1945 году название села изменено на Ленинское. С 25 июня 1946 года Ленинское в составе Крымской области РСФСР, а 19 февраля 1954 года Крымская область была передана из состава РСФСР в состав УССР. С 1956 году село — центральная усадьба крупного совхоза «Ленинский». За хозяйством было закреплено 16489 гектаров земли, из которых около 9000 гектаров пахотной. В 1962 году строителями Керчи началось сооружение птицеводческого комплекса: птичники, хозяйственные постройки, инкубатор, цех для разделки птицы и совхоз реорганизовали в птицефабрику «Ленинская». вместо имевшегося с 1950 года фельдшерско-акушерского пункта в 1962 году была построена новая участковая больница, реконструированная в 1972 году. В 1973 году в хозяйстве работали 77 тракторов различных марок, 37 комбайнов, 76 автомашин. На 1974 год в селе проживало 1960 человек.
По данным переписи 1989 года в селе проживало 1976 человек. С 12 февраля 1991 года село в восстановленной Крымской АССР, 26 февраля 1992 года переименованной в Автономную Республику Крым. С 21 марта 2014 года в составе Крыма аннексировано Россией.
12 мая 2016 года парламент Украины, не признающий российскую аннексию, принял постановление о переименовании села в Полтавское (укр. Полтавське), в соответствии с законами о декоммунизации, однако данное решение не вступает в силу до «возвращения Крыма под общую юрисдикцию Украины».